# Palazzo Priuli Stazio
Palazzo Priuli Stazio è un edificio signorile di Venezia, ubicato al civico 1777 del sestiere di Santa Croce (parrocchia di San Giacomo dall'Orio).
È compreso tra la stretta calle del Megio, a est, e il rio del Megio, a ovest.

## Storia
La prima testimonianza su palazzo Priuli Stazio ci viene fornita dalla celebre mappa di Venezia di Jacopo de' Barbari del 1500. Sappiamo che inizialmente appartenne ai patrizi Surian, ma nel 1584 Giovanni Surian la vendette ai bergamaschi Prezzato. A questo periodo risale la ristrutturazione del palazzo che assunse le attuali forme secentesche.
Nel 1636 fu acquistato dagli Stazio, famiglia di commercianti di lana, e ad essi rimase sino al secolo successivo. Nel 1701, in seguito al matrimonio tra Elisabetta Stazio e Michele Priuli "di Santa Sofia", passò alla famiglia di quest'ultimo (da allora denominata Priuli Stazio) che continuò ad abitarvi sino al 1853, quando lo mise in affitto. Nel 1859 fu venduto al Comune di Venezia.
Da questo momento il palazzo fu adibito a caserma e subì varie manomissioni soprattutto per quanto riguarda l'organizzazione degli interni: vennero demolite le scale, rifatti soffitti e pavimenti, distrutto l'oratorio privato e rimossi due ballatoi esterni. A partire dal 1890 venne convertito a istituto scolastico, funzione che svolge tuttora come sede della scuola media "Francesco Morosini".
Negli anni 1980 ha subito un importante restauro conservativo.

## Edificio
Palazzo Priuli Stazio presenta la struttura a C tipica dei palazzi veneziani tardo gotici, con corte anteriore interna sulla calle d'accesso.
È una costruzione di dimensioni notevoli che si sviluppa su sei piani. Ogni livello presenta all'interno un grande spazio centrale (portego) con aperture sulla calle e sul rio, mentre sui lati lunghi si dispongono gli ambienti d'uso.
Le facciate principali, quella verso la calle e quella verso il rio, presentano elementi architettonici in pietra d'Istria; la seconda, in particolare, si caratterizza per due serliane sovrapposte e due balaustrate. Gli altri due fronti, che si rivolgono al cortile, risultano più sobri per l'utilizzo della pietra d'Istria limitato ai solo cornicioni e l'assenza di elementi architettonici; forse queste parti erano in parte adiacenti ad altri edifici oggi scomparsi.